# Sukamanah (Agrabinta)
Sukamanah is een bestuurslaag in het regentschap Cianjur van de provincie West-Java, Indonesië. Sukamanah telt 4307 inwoners (volkstelling 2010).